# División de Honor Juvenil de España 2012-13
La División de Honor Juvenil 2012-13 se disputó entre el 1 de septiembre de 2012 y el 21 de abril de 2013. 

## Sistema de competición
Como en temporadas anteriores, tomaron parte en el campeonato 112 equipos repartidos, por criterios de proximidad geográfica, en siete grupos de 16 equipo cada uno, del siguiente modo:
- Grupo I: Asturias, Cantabria y Galicia
- Grupo II: Aragón, País Vasco, La Rioja y Navarra
- Grupo III: Aragón, Baleares, Cataluña
- Grupo IV: Andalucía, Ceuta y Melilla
- Grupo V: Castilla y León, Comunidad de Madrid y Extremadura
- Grupo VI: Islas Canarias
- Grupo VII: Castilla-La Mancha, Comunidad de Madrid, Comunidad Valenciana y Región de Murcia

Siguiendo un sistema de liga, los 16 equipos de cada grupo se enfrentaron todos contra todos en dos ocasiones, en campo propio y contrario. El ganador de un partido obtuvo tres puntos mientras que el perdedor no sumó ninguno, y en caso de un empate cada equipo consiguió un punto. 
Al término de la temporada (30 jornadas) el equipo que más puntos sumó en cada grupo se proclamó campeón de liga, y se clasificó para disputar, junto con el subcampeón con más puntos de todos los grupos, la Copa de Campeones de División de Honor Juvenil.
Así mismo, los siete campeones y subcampeones de todos los grupos, junto con los terceros clasificados con más puntos disputaron, al finalizar la temporada, la Copa del Rey.
Por su parte, los cuatro últimos clasificados de cada grupo fueron descendidos a la Liga Nacional Juvenil.

### La categoría juvenil
El reglamento de la Real Federación Española de Fútbol establece que la licencia de futbolista juvenil corresponde a los que cumplan diecisiete años a partir del 1 de enero de la temporada de que se trate, hasta la finalización de la temporada en que cumplan los diecinueve.

## Clasificaciones de la División de Honor

### Grupo I
| Pos | Equipo                 | Pts | J  | G  | E | P  | GF  | GC |
| --- | ---------------------- | --- | -- | -- | - | -- | --- | -- |
| 1   | Celta de Vigo          | 79  | 30 | 25 | 4 | 1  | 102 | 28 |
| 2   | Sporting de Gijón      | 61  | 30 | 18 | 7 | 5  | 71  | 30 |
| 3   | Deportivo La Coruña    | 61  | 30 | 19 | 4 | 7  | 62  | 26 |
| 4   | Real Oviedo            | 49  | 30 | 14 | 7 | 9  | 61  | 47 |
| 5   | Pabellón CF            | 45  | 30 | 12 | 9 | 9  | 42  | 40 |
| 6   | Real Racing Club       | 45  | 30 | 15 | 0 | 15 | 55  | 53 |
| 7   | CD Lugo                | 39  | 30 | 11 | 6 | 13 | 44  | 53 |
| 8   | Veriña CF              | 38  | 30 | 10 | 8 | 12 | 43  | 57 |
| 9   | RS Gimnástica          | 36  | 30 | 9  | 9 | 12 | 31  | 42 |
| 10  | Pontevedra CF          | 36  | 30 | 10 | 6 | 14 | 44  | 56 |
| 11  | CD Roces               | 36  | 30 | 9  | 9 | 12 | 37  | 40 |
| 12  | Atlético Perines       | ?   | 30 | 9  | 8 | 13 | 54  | 65 |
| 13  | CD Laredo              | 30  | 30 | 8  | 6 | 16 | 30  | 58 |
| 14  | Montañeros CF          | 29  | 30 | 7  | 8 | 15 | 26  | 42 |
| 15  | Rayo Cantabria         | 26  | 30 | 7  | 5 | 18 | 34  | 66 |
| 16  | Santiago de Compostela | 25  | 30 | 7  | 4 | 19 | 42  | 75 |

|  | Clasificado para la Copa de Campeones y la Copa del Rey 2013 |
|  | Clasificado para la Copa del Rey 2013                        |
|  | Desciende a Liga Nacional Juvenil                            |

### Grupo II
| Pos | Equipo                  | Pts | J  | G  | E  | P  | GF | GC |
| --- | ----------------------- | --- | -- | -- | -- | -- | -- | -- |
| 1   | Athletic Club           | 69  | 30 | 21 | 6  | 3  | 81 | 27 |
| 2   | CA Osasuna              | 60  | 30 | 19 | 3  | 8  | 63 | 30 |
| 3   | SD Eibar                | 55  | 30 | 16 | 7  | 7  | 64 | 48 |
| 4   | Real Sociedad de Fútbol | 46  | 30 | 13 | 7  | 10 | 55 | 39 |
| 5   | Antiguoko KE            | 45  | 30 | 14 | 3  | 13 | 47 | 48 |
| 6   | CD Numancia             | 44  | 30 | 12 | 8  | 10 | 36 | 40 |
| 7   | CD Berceo               | 44  | 30 | 13 | 5  | 12 | 41 | 42 |
| 8   | AS San Juan             | 44  | 30 | 11 | 11 | 8  | 32 | 33 |
| 9   | UDC Txantrea KKE        | 39  | 30 | 10 | 9  | 11 | 49 | 51 |
| 10  | Danok Bat CF            | 38  | 30 | 11 | 5  | 14 | 45 | 36 |
| 11  | SCD Durango             | 37  | 30 | 10 | 7  | 13 | 52 | 62 |
| 12  | Deportivo Alavés        | 36  | 30 | 8  | 12 | 10 | 36 | 36 |
| 13  | Santutxu FC             | 35  | 30 | 8  | 11 | 11 | 30 | 41 |
| 14  | CD Aurrera de Vitoria   | 34  | 30 | 9  | 7  | 14 | 46 | 54 |
| 15  | CD Pamplona             | 24  | 30 | 5  | 9  | 16 | 30 | 63 |
| 16  | CF Comillas             | 15  | 30 | 5  | 0  | 25 | 23 | 80 |

### Grupo III
| Pos | Equipo                 | Pts | J  | G  | E  | P  | GF | GC |
| --- | ---------------------- | --- | -- | -- | -- | -- | -- | -- |
| 1   | FC Barcelona           | 81  | 30 | 26 | 3  | 1  | 93 | 18 |
| 2   | RCD Mallorca           | 59  | 30 | 18 | 5  | 7  | 71 | 36 |
| 3   | RCD Espanyol           | 59  | 30 | 18 | 5  | 7  | 64 | 34 |
| 4   | Real Zaragoza          | 53  | 30 | 16 | 5  | 9  | 64 | 37 |
| 5   | Girona FC              | 51  | 30 | 15 | 6  | 9  | 58 | 43 |
| 6   | CF Badalona            | 51  | 30 | 14 | 9  | 7  | 49 | 37 |
| 7   | Gimnàstic de Tarragona | 49  | 30 | 14 | 7  | 9  | 57 | 51 |
| 8   | UD Cornellà            | 45  | 30 | 13 | 6  | 11 | 54 | 42 |
| 9   | UE Sant Andreu         | 43  | 30 | 11 | 10 | 9  | 50 | 47 |
| 10  | CF Damm                | 43  | 30 | 13 | 4  | 13 | 48 | 47 |
| 11  | CD Menorca             | 31  | 30 | 9  | 4  | 17 | 49 | 70 |
| 12  | CD San Francisco       | 29  | 30 | 7  | 8  | 15 | 36 | 56 |
| 13  | AD Stadium Casablanca  | 26  | 30 | 7  | 5  | 18 | 38 | 79 |
| 14  | CF Gavà                | 22  | 30 | 6  | 4  | 20 | 40 | 71 |
| 15  | FPE Mataró             | 21  | 30 | 6  | 3  | 21 | 25 | 73 |
| 16  | AEC Manlleu            | 13  | 30 | 3  | 4  | 23 | 29 | 84 |

|  | Clasificado para la Copa de Campeones y la Copa del Rey 2013 |
|  | Desciende a Liga Nacional Juvenil                            |

### Grupo IV
| Pos | Equipo           | Pts | J  | G  | E  | P  | GF  | GC |
| --- | ---------------- | --- | -- | -- | -- | -- | --- | -- |
| 1   | Sevilla FC       | 71  | 30 | 21 | 8  | 1  | 73  | 18 |
| 2   | Málaga CF        | 69  | 30 | 20 | 9  | 1  | 70  | 26 |
| 3   | UD Almería       | 66  | 30 | 20 | 6  | 4  | 72  | 32 |
| 4   | Real Betis       | 51  | 30 | 14 | 9  | 7  | 53  | 32 |
| 5   | RC Recreativo    | 42  | 30 | 12 | 6  | 12 | 39  | 34 |
| 6   | Xerez CD         | 41  | 30 | 11 | 8  | 11 | 42  | 52 |
| 7   | Granada CF       | 39  | 30 | 11 | 6  | 13 | 38  | 55 |
| 8   | Los Molinos CF   | 37  | 30 | 9  | 10 | 11 | 35  | 52 |
| 9   | Puerto Malagueño | 36  | 30 | 10 | 6  | 14 | 35  | 40 |
| 10  | CD Santa Fe      | 36  | 30 | 9  | 9  | 12 | 42  | 46 |
| 11  | Coria CF         | 35  | 30 | 9  | 8  | 13 | 44  | 50 |
| 12  | ADP Sevilla Este | 35  | 30 | 9  | 8  | 13 | 35  | 45 |
| 13  | Córdoba CF       | 32  | 30 | 8  | 8  | 14 | 34? | 51 |
| 14  | UD Maracena      | 27  | 30 | 7  | 6  | 17 | 26  | 55 |
| 15  | Séneca CF        | 24  | 30 | 6  | 6  | 18 | 30  | 52 |
| 16  | AD Nervión       | 21  | 30 | 6  | 3  | 21 | 36  | 64 |

|  | Clasificado para la Copa de Campeones y la Copa del Rey 2013 |
|  | Clasificado para la Copa del Rey 2013                        |
|  | Desciende a Liga Nacional Juvenil                            |

### Grupo V
- Actualizado a final de temporada.[2]

| Pos | Equipo             | Pts | J  | G  | E  | P  | GF  | GC  |
| --- | ------------------ | --- | -- | -- | -- | -- | --- | --- |
| 1   | Real Madrid CF     | 83  | 30 | 27 | 2  | 1  | 105 | 16  |
| 2   | Atlético de Madrid | 72  | 30 | 23 | 3  | 4  | 78  | 32  |
| 3   | Rayo Vallecano     | 60  | 30 | 19 | 3  | 8  | 68  | 36  |
| 4   | Getafe CF          | 54  | 30 | 16 | 6  | 8  | 65  | 33  |
| 5   | AD Alcorcón        | 44  | 30 | 12 | 8  | 10 | 51  | 47  |
| 6   | Unión Adarve       | 41  | 30 | 12 | 5  | 13 | 48  | 47  |
| 7   | Rayo Majadahonda   | 40  | 30 | 11 | 7  | 12 | 46  | 53  |
| 8   | Real Valladolid    | 40  | 30 | 11 | 7  | 12 | 55  | 47  |
| 9   | UD Talavera        | 39  | 30 | 11 | 6  | 13 | 39  | 61  |
| 10  | UP Plasencia       | 38  | 30 | 12 | 2  | 16 | 56  | 55  |
| 11  | CD Leganés         | 35  | 30 | 8  | 11 | 11 | 40  | 52  |
| 12  | CD Diocesano       | 34  | 30 | 9  | 7  | 14 | 41  | 55  |
| 13  | UD Santa Marta     | 31  | 30 | 9  | 4  | 17 | 42  | 68  |
| 14  | Las Rozas CF       | 30  | 30 | 9  | 3  | 18 | 40  | 57  |
| 15  | Alcobendas CF      | 27  | 30 | 8  | 3  | 19 | 34  | 70  |
| 16  | UD Salamanca       | 11  | 30 | 2  | 5  | 23 | 21  | 100 |

|  | Clasificado para la Copa de Campeones y la Copa del Rey 2013 |
|  | Clasificado para la Copa del Rey 2013                        |
|  | Desciende a Liga Nacional Juvenil                            |

### Grupo VI
| Pos | Equipo               | Pts | J  | G  | E  | P  | GF | GC |
| --- | -------------------- | --- | -- | -- | -- | -- | -- | -- |
| 1   | UD Las Palmas        | 73  | 30 | 22 | 7  | 1  | 82 | 17 |
| 2   | CD Tenerife          | 64  | 30 | 19 | 7  | 4  | 85 | 32 |
| 3   | Acodetti CF          | 54  | 30 | 15 | 9  | 6  | 47 | 29 |
| 4   | UD Vecindario        | 51  | 30 | 15 | 6  | 9  | 45 | 31 |
| 5   | CD Sobradillo        | 45  | 30 | 12 | 9  | 9  | 55 | 39 |
| 6   | AD Huracán           | 45  | 30 | 12 | 9  | 9  | 59 | 46 |
| 7   | CD Laguna            | 38  | 30 | 11 | 5  | 14 | 37 | 38 |
| 8   | CD Puerto Cruz       | 38  | 30 | 10 | 8  | 12 | 39 | 57 |
| 9   | UD Telde             | 37  | 30 | 11 | 4  | 15 | 36 | 49 |
| 10  | Unión Viera CF       | 37  | 30 | 9  | 10 | 11 | 37 | 45 |
| 11  | CD Tahíche           | 37  | 30 | 11 | 4  | 15 | 40 | 51 |
| 12  | SD Tenisca           | 36  | 30 | 10 | 6  | 14 | 41 | 56 |
| 13  | Barrio del Atlántico | 36  | 30 | 10 | 6  | 14 | 27 | 44 |
| 14  | UD Ibarr             | 34  | 30 | 9  | 7  | 14 | 45 | 52 |
| 15  | CD Victoria          | 30  | 30 | 9  | 3  | 18 | 38 | 59 |
| 16  | CD Teguise           | 12  | 30 | 2  | 6  | 22 | 18 | 86 |

### Grupo VII
| Pos | Equipo                | Pts | J  | G  | E  | P  | GF  | GC |
| --- | --------------------- | --- | -- | -- | -- | -- | --- | -- |
| 1   | Villarreal CF         | 72  | 30 | 22 | 6  | 2  | 69  | 28 |
| 2   | Levante UD            | 72  | 30 | 22 | 6  | 2  | 57  | 22 |
| 3   | Valencia CF           | 56  | 30 | 17 | 5  | 8  | 60  | 27 |
| 4   | CD Roda               | 50  | 30 | 15 | 5  | 10 | 58  | 45 |
| 5   | Real Murcia CF        | 50  | 30 | 15 | 5  | 10 | 39  | 31 |
| 6   | Huracán Valencia CF   | 45  | 30 | 13 | 6  | 11 | 44  | 37 |
| 7   | Albacete Balompié     | 40  | 30 | 10 | 10 | 10 | 42  | 43 |
| 8   | CD Castellón          | 39  | 30 | 11 | 6  | 13 | 50  | 49 |
| 9   | Atlético Madrileño CF | 37  | 30 | 11 | 4  | 15 | 43? | 46 |
| 10  | Elche CF              | 36  | 30 | 9  | 9  | 12 | 38  | 40 |
| 11  | CD Alcoyano           | 36  | 30 | 9  | 9  | 12 | 35  | 46 |
| 12  | CF Torre Levante      | 35  | 30 | 10 | 5  | 15 | 32  | 45 |
| 13  | EF Los Alcázares      | 32  | 30 | 8  | 8  | 14 | 37  | 55 |
| 14  | CF Crack´s            | 29  | 30 | 7  | 8  | 15 | 36  | 56 |
| 15  | Hércules CF           | 20  | 30 | 4  | 8  | 18 | 25  | 51 |
| 16  | CD Oliver             | 19  | 30 | 5  | 4  | 21 | 33  | 77 |

|  | Clasificado para la Copa de Campeones y la Copa del Rey 2013 |
|  | Clasificado para la Copa del Rey 2013                        |
|  | Desciende a Liga Nacional Juvenil                            |

## Copa de Campeones 2013
La XIX edición de la Copa de Campeones continuó con las novedades de la temporada anterior: el número de participantes se mantuvo en ocho y se disputó íntegramente por el sistema de eliminación directa, suprimiendo las liguillas de ediciones anteriores.
Los participantes fueron los siete campeones de grupo de la División de Honor Juvenil, más el segundo mejor clasificado de todos los grupos, que correspondió al Atlético de Madrid Juvenil "A".

La XIX edición tuvo lugar en Vigo del 6 al 11 de mayo.

El campeón fue el Sevilla Fútbol Club Juvenil quien revalidó el título logrado la campaña anterior tras vencer por 3-2 al anfitrión Real Club Celta de Vigo Juvenil. Con el triunfo, el equipo hispalense se convirtió en el segundo equipo más laureado de la competición con cuatro títulos, por detrás de los nueve del Real Madrid Club de Fútbol Juvenil.
|  | Cuartos de final    | Cuartos de final  |                     |                  | Semifinales         | Semifinales         |  |               | Final              | Final              |  |
|  | 6 de mayo de 2013   | 6 de mayo de 2013 |                     |                  | 8-9 de mayo de 2013 | 8-9 de mayo de 2013 |  |               | 11 de mayo de 2013 | 11 de mayo de 2013 |  |
|  |                     |                   |                     |                  |                     |                     |  |               |                    |                    |  |
|  |                     |                   |                     |                  |                     |                     |  |               |                    |                    |  |
|  | U. D. Las Palmas    | 2                 |                     |                  |                     |                     |  |               |                    |                    |  |
|  | U. D. Las Palmas    | 2                 |                     |                  |                     |                     |  |               |                    |                    |  |
|  | F. C. Barcelona     | 0                 |                     |                  |                     |                     |  |               |                    |                    |  |
|  | F. C. Barcelona     | 0                 |                     | U. D. Las Palmas | 1                   |                     |  |               |                    |                    |  |
|  |                     |                   |                     | U. D. Las Palmas | 1                   |                     |  |               |                    |                    |  |
|  |                     |                   | Sevilla F. C.       | 2                |                     |                     |  |               |                    |                    |  |
|  | Athletic Club       | 1                 | Sevilla F. C.       | 2                |                     |                     |  |               |                    |                    |  |
|  | Athletic Club       | 1                 |                     |                  |                     |                     |  |               |                    |                    |  |
|  | Sevilla F. C.       | 2                 |                     |                  |                     |                     |  |               |                    |                    |  |
|  | Sevilla F. C.       | 2                 |                     |                  |                     |                     |  | Sevilla F. C. | 3                  |                    |  |
|  |                     |                   |                     |                  |                     |                     |  | Sevilla F. C. | 3                  |                    |  |
|  |                     |                   | R. C. Celta de Vigo | 2                |                     |                     |  |               |                    |                    |  |
|  | Atlético de Madrid  | 0                 | R. C. Celta de Vigo | 2                |                     |                     |  |               |                    |                    |  |
|  | Atlético de Madrid  | 0                 |                     |                  |                     |                     |  |               |                    |                    |  |
|  | Villarreal C. F.    | 1                 |                     |                  |                     |                     |  |               |                    |                    |  |
|  | Villarreal C. F.    | 1                 |                     | Villarreal C. F. | 1                   |                     |  |               |                    |                    |  |
|  |                     |                   |                     | Villarreal C. F. | 1                   |                     |  |               |                    |                    |  |
|  |                     |                   | R. C. Celta de Vigo | 4                |                     |                     |  |               |                    |                    |  |
|  | R. C. Celta de Vigo | 4                 | R. C. Celta de Vigo | 4                |                     |                     |  |               |                    |                    |  |
|  | R. C. Celta de Vigo | 4                 |                     |                  |                     |                     |  |               |                    |                    |  |
|  | Real Madrid C. F.   | 1                 |                     |                  |                     |                     |  |               |                    |                    |  |
|  | Real Madrid C. F.   | 1                 |                     |                  |                     |                     |  |               |                    |                    |  |
|  |                     |                   |                     |                  |                     |                     |  |               |                    |                    |  |

### Cuartos de final
| Cuartos de final; 6 de mayo de 2013 10:30 (CEST) | U. D. Las Palmas "A"                    | 2 - 0   | F. C. Barcelona "A" | A Madroa, Vigo          |                         |
|                                                  | A. Rodríguez 68' (pen.) · Aridane 90+3' | Reporte |                     | Árbitro(s): Desconocido | Árbitro(s): Desconocido |
| Eliminatoria jugada a partido único.             |                                         |         |                     |                         |                         |

| Cuartos de final; 6 de mayo de 2013 13:00 (CEST) | Athletic Club "A" | 1 - 2   | Sevilla F. C. "A"                       | A Madroa, Vigo               |                              |
|                                                  | Oteo 53'          | Reporte | C. Fernández 26' · Iturraspe 88' (a.g.) | Árbitro(s): González Sobrado | Árbitro(s): González Sobrado |
| Eliminatoria jugada a partido único.             |                   |         |                                         |                              |                              |

| Cuartos de final; 6 de mayo de 2013 16:00 (CEST) | Atlético de Madrid "A" | 0 - 1   | Villarreal C. F. "A" | A Madroa, Vigo   |                  |
|                                                  |                        | Reporte | A. Fernández 8'      | Árbitro(s): [[]] | Árbitro(s): [[]] |
| Eliminatoria jugada a partido único.             |                        |         |                      |                  |                  |

| Cuartos de final; 6 de mayo de 2013 18:30 (CEST) | R. C. Celta de Vigo "A"                            | 4 - 1   | Real Madrid C. F. "A" | A Madroa, Vigo    |                   |
|                                                  | «Santi» Mina 2' 14' · P. Pérez 35' · Ferreiroa 49' | Reporte | De Tomás 42' (pen.)   | Árbitro(s): Loira | Árbitro(s): Loira |
| Eliminatoria jugada a partido único.             |                                                    |         |                       |                   |                   |